# Olympische Winterspiele 2014/Teilnehmer (Chinese Taipei)
| Gelbes Symbol für Goldmedaillen mit stilisierten Olympischen Ringen | Graues Symbol für Silbermedaillen mit stilisierten Olympischen Ringen | Braundes Symbol für Bronzemedaillen mit stilisierten Olympischen Ringen |
| ------------------------------------------------------------------- | --------------------------------------------------------------------- | ----------------------------------------------------------------------- |
| —                                                                   | —                                                                     | —                                                                       |

Chinese Taipei nahm an den Olympischen Winterspielen 2014 in Sotschi mit drei Athleten in drei Sportarten teil.

## Sportarten

### Eisschnelllauf
| Männer - Sung Ching-yang 500 m: 33. Platz 1000 m: 40. Platz |

### Rodeln
| Männer - Lien Te-an Einsitzer: 39. Platz |

### Shorttrack
| Männer - Mackenzie Blackburn 500 m: 23. Platz 1000 m: 23. Platz |